# Doctor Rhythm
Pour plus de détails, voir Fiche technique et Distribution.
Doctor Rhythm est un film américain réalisé par Frank Tuttle, sorti en 1938.

## Fiche technique
- Titre : Doctor Rhythm
- Réalisation : Frank Tuttle
- Scénario : Richard Connell et Jo Swerling d'après la nouvelle The Badge of Policeman O'Roon de O. Henry
- Photographie : Charles Lang
- Musique : James V. Monaco (en)
- Pays de production : États-Unis
- Format : Noir et blanc - 1,37:1
- Genre : comédie musicale
- Durée : 80 minutes
- Date de sortie : 1938

## Distribution
- Bing Crosby : Dr Bill Remsen
- Mary Carlisle : Judy Marlowe
- Beatrice Lillie : Mme Lorelei Dodge-Blodgett
- Andy Devine : Officier Lawrence O'Roon
- Rufe Davis : Al
- Laura Hope Crews : Mme Minerva Twombling
- Fred Keating (en) : Chris LeRoy
- John Hamilton : Bryce
- Sterling Holloway : Luke
- Henry Wadsworth (en) : Otis Eaton
- Franklin Pangborn : Mr Stenchfield
- Harold Minjir : Mr Coldwater
- William Austin : Mr Martingale
- Gino Corrado : Cazzatta
- Harry Stubbs : Capitaine de police
- Frank Elliott : le boucher de Lorelei
- Charles R. Moore (en) : Tooter
- Louis Armstrong : le joueur de trompette